# Flor Esther Aguilera Navarrete
Flor Esther Aguilera Navarrete (Villagrán, Siglo XX) es una académica, escritora y editora mexicana.

## Biografía
Nacida en Villagrán, Guanajuato, fue becaria del Programa de Estímulos a la Creación y al Desarrollo Artístico (PECDA) en dos ocasiones por el Instituto Estatal de la Cultura de Guanajuato.
Se desempeña como profesora de narrativa de la Revolución mexicana y editora en la División de Ciencias Sociales y Humanidades de la Universidad de Guanajuato. Además, ha impartido cursos y talleres de literatura para distintas instituciones, entre ellas el Centro de las Artes de Guanajuato.
Ha publicado en distintas revistas literarias del país y ha sido coautora de múltiples libros de poesía, cuento y estudios literarios como Cincuenta y tres años, siete meses y once días con sus noches (2011), La poética de la escritura en Yo el Supremo, de Augusto Roa Bastos (2015), y La memoria es un pájaro que emigra (2016).

## Publicaciones seleccionadas

### Antologías
- Amaranta Caballero Prado (Coord.), ed. (2022). Olafo y los amigos: Jorge Ibargüengoitia y el avionazo de Avianca en 1983. Ciudad de México: Ediciones La Rana. ISBN 9786078770601.

### Novela
- Aguilera Navarrete, Flor Esther (2011). Cincuenta y tres años, siete meses y once días con sus noches. Guanajuato, Guanajuato: Ediciones La Rana (Formato Portátil). ISBN 9786078069286.
- Aguilera Navarrete, Flor E. (2015). La poética de la escritura en Yo, el supremo, de Augusto Roa Bastos (1a.ición edición). Guanajuato, Gto: Universidad de Guanajuato. ISBN 9786074414073.
- Aguilera Navarrete, Flor Esther (2016). La memoria es un pájaro que emigra. Guanajuato, Guanajuato: Ediciones La Rana (Barcos de Papel. Serie Velas al Viento). ISBN 9786079392260.